# Catocala pura
Catocala pura är en fjärilsart som beskrevs av George Duryea Hulst 1880. Catocala pura ingår i släktet Catocala och familjen nattflyn. Inga underarter finns listade i Catalogue of Life.

## Bildgalleri

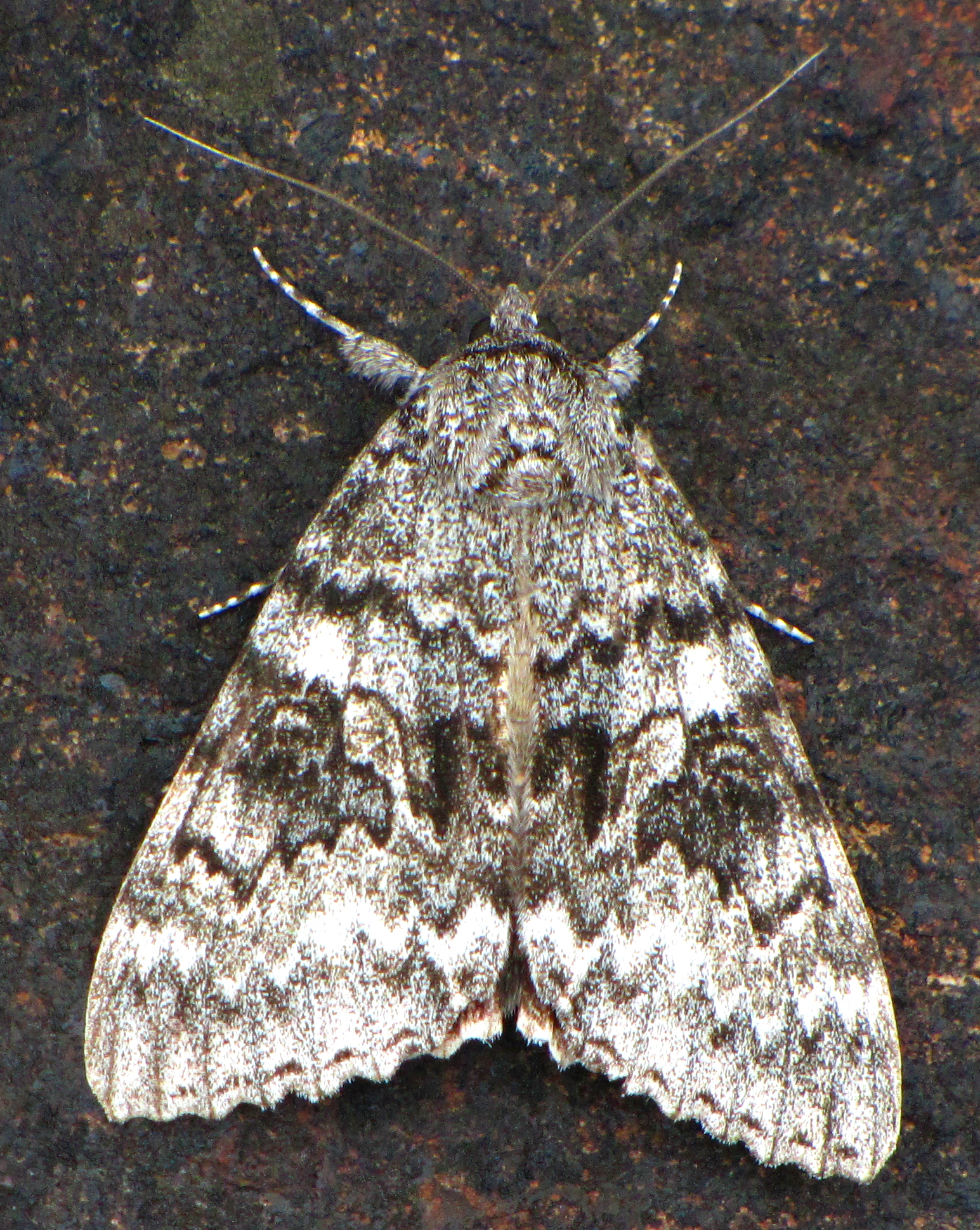